# Теньки (Владимирская область)
Теньки — село в Юрьев-Польском районе Владимирской области России, входит в состав Красносельского сельского поселения.

## География
Село расположено в 13 км на северо-запад от райцентра города Юрьев-Польский.

## История
Из сохранившихся в старинных документов видно, что Теньки в течение XVIII столетия были вотчиной Троице-Сергиевской Лавры. С достоверностью можно предполагать, что церковь в селе существовала еще в XVII столетии, потому что в 1710 году на средства прихожан в селе была построена новая деревянная церковь. В 1842 году прихожане своими средствами построили каменную церковь с колокольней и оградой. В ней было два престола: холодный — в честь Святой Живоначальной Троицы и теплый придельный — во имя преподобного Сергия Радонежского Чудотворца. В 1893 году приход состоял из одного села, в котором числилось 55 дворов, мужчин — 184, женщин — 231. В селе существовала школа грамоты, помещавшаяся в доме диакона-псаломщика. В годы Советской Власти церковь была полностью разрушена.
В конце XIX — начале XX века село входило в состав Симской волости Юрьевского уезда.
С 1929 года село входило в состав Добрынского сельсовета Юрьев-Польского района, с 1965 года — в составе Красносельского сельсовета.

## Население
| 1859 |
| ---- |
| 230  |

| 1859 | 1905 | 2002 | 2010 | 2021 |
| ---- | ---- | ---- | ---- | ---- |
| 230  | ↗395 | ↘0   | →0   | →0   |